# Хермелин (роман)
Хермелин је историјски роман српског књижевника Добрила Ненадића. Први пут је објављен 2006. године у издању Народне књиге и Политике. Наслов романа представља поетску метафору за краљевску власт, пошто су огртачи краљева у Европи традиционално украшавани скупоценим крзном ласице (хермелина).

## Тема
Централна тема романа је Мајски преврат, односно краљеубиство последњих Обреновића. Аутор се одлучио да једну од великих историјских трагедија сагледава из другачије перспективе, кроз приче о судбинама људи који су далеко од историјске сцене. Прича прати главне ликове капетана краљеве гарде Михаила Валтровића, професора Ђорђа Димића и студента Љубу Чупу. Радња се плете око централне теме, наводећи анегдоте, вести како се примају и шире, паланачка препричавања и како се државна питања и догађаји огледају у појединцу.
„Хермелин” је и документарни роман, по томе што је у њему цитирано много докумената, различите врсте; а и неки ликови су стварни, у првом реду кад је реч о интелигенцији. У роману је наведен низ историјских догађаја: посета Александра Обреновића Светој гори, Хиландару и првој модерној Олимпијади 1896, демонстрације у главном граду 23. марта 1903.

## Радња романа
Роман почиње смрћу бившег краља Милана Обреновића 29. јануара 1901. у Бечу, и реакцијама српске јавности на његову смрт у изгнанству и претходну свађу са сином, младим краљем Александром, због женидбе Драгом Машин. Сахрана краља Милана у манастиру Крушедол, на територији Аустроугарске, без икаквих почасти са српске стране, изазива буру негодовања против краља Александра и краљице Драге у београдском друштву, нарочито међу младим официрима и студентима. Љубомир Јовановић Макањић, познатији као Љуба Чупа, вођа студената са Велике школе, подстиче младе официре Илију Радивојевића, Михаила Ристића и Велимира Вемића против краљице Драге, која је једини кривац за свађу оца и сина краља: тако се у кафанским разговорима пијаних официра и студената формира зачетак завере против краља Александра.
Даљи ток романа углавном прати доживљаје Михаила Валтровића, поручника краљеве гарде, који се креће на периферији историјских догађаја који се збивају око њега. Рођен у сиротињи, као син служавке генерала Јована Белимарковића, кога је краљ Александар лично уздигао до официра краљеве гарде, Михаило покушава да поправи свој положај женидбом са богатом удавачом. Када му се планови изјалове, Михаило приступа завереницима, иако га је краљ Александар свега неколико недеља раније превремено унапредио у чин капетана и обилно наградио у новцу након студентских демонстрација. Чак ни он, коме је краљ дао све, не осећа се дужним да га брани, већ поступа као обичан најамник и опортуниста: на прекор генерала Беломарковића, кога је дошао да ухапси у ноћи преврата, Михаило горко одговара да му част и заклетва краљу не значе ништа, пошто није српски официр, већ српски сиромах. Роман се завршава тајном сахраном краља и краљице у ноћи преврата, којој присуствују само један жандарм и погребник, док капетан Михаило посматра кришом, из сенке, и кришом ставља последњу шаку земље на гроб, како би покрио комадић хермелиновог крзна са краљевог огртача.

## Пријем
Роман Хермелин је у првој половини 2007. године био међу најчитанијим књигама у мрежи народних библиотека у Србији.